# Berat
 Ovo je glavno značenje pojma Berat. Za druga značenja pogledajte Berat (razdvojba).
Berat ili Berati (alb. Berat ili Berati; grč. Βεράτι, Verati), grad u južnoj Albaniji. Glavni je grad distrikta Berat i Beratskoga okruga, a smješten je na rijeci Osum, ispod planine Tomorr. U centru grada nalazi se otok Berat. Zbog svoje jedinstvene i bogate arhitekture grad je 1961. godine proglašen albanskim "gradom-muzejom", a 2008. godine, uz grad Gjirokastra, upisan je na UNESCO-ov popis mjesta svjetske baštine u Europi.

## Ime
Za njega se vjeruje da je nastao na mjestu starogrčkog grada Antipateria (grčki: Ἀντιπάτρεια, tj. "Grad Antipatera"), dok je za vrijeme bizantske vlasti bio poznat kao Pulcheriopolis (Πουλχεριόπολις, "grad Pulherija").
Izvorno ime grada je bilo Bel(i)grad (slavenski), a u srednjem vijeku je bio poznat po grčkom zapisu Bellegrada (grčki: Βελλέγραδα), koji je za vrijeme Osmanskog Carstva poznat kao Arnavut Belgradı, kasnije skraćeno u Berat.

## Povijest
Grčko pleme Deksaroi su tu podigli svoju utvrdu još u 6. st. pr. Kr. Starogrčki polis Antipatreu je osnovao Kasandar, sin Antipatera Makedonca, koji ga je nazvao po svom ocu 314. pr. Kr. Nju su osvojili Rimljani u 2. st. pr. Kr. i Livije ga opisuje kao grad sa snažnim utvrdama s obje strane rijeke Osum u tjesnacu koji su Rimljani opljačkali i zapalili.
Nakon pada Zapadnog Rimskog Carstva, grad je postao bizantskim pograničnom utvrdom Pulcheriopolis koju su Slaveni uporno napadali. Naposljetku su ga osvojili Bugari, pod carem Simeonom, u 9. stoljeću i preimenovali ga u Beligrad koji je u 13. stoljeću kratko pripadao Epirskoj Despotovini, da bi ga 1281. ponovno osvojio Bizant. Od 1335. do 1337. tu se naseljavaju Albanci, a 1345. godine grad je prepušten Srbiji.
Osmansko Carstvo ga osvaja 1450. godine i vlada njime sve do 1912., ali uz prekid za vrijeme vladavine albanskog vođe Ali-paše (1809. – 1867.). Berat je postao sandžak u vilajetu Janija i isprva je propadao, te je koncem 16. stoljeća imao samo 710 kuća, da bi u 17. stoljeću postao središtem turskog drvorezbarstva na Balkanu. Tijekom 19. stoljeća grad je podupirao Prizrensku ligu, albansku narodnu udrugu.
U listopadu 1944. godine, Antifašističko narodno vijeće Albanije je u Beratu objavilo vlast privremene komunističke vlade, čime je započela dugogodišnja diktatura Envera Hodže.

## Znamenitosti
Berat se danas sastoji iz tri dijela podijeljena rijekom Osum: Gorica, Mangalem i Kalaja koja je stambena četvrt unutar bizantske citadele iznad grada.
Mnoge kuće u Beratu imaju karakterističan lokalni stil zbog koga je grad stekao naziv „Grad tisuću prozora”, jer većina starih kuća ima brojne kvadratične prozore, ali "tisuća" na albanskom (një mijë) može značiti i "jedan na drugom" (një mbi një). Zbog važnosti Berata kao „grada muzeja” u komunističkom režimu, njegovo gradsko sredipte je sačuvano od drastičnog mijenjanja i rušenja koji su pogodili druge gradove u Albaniji, ali mnoge povijesne zgrade su oronule, i još se malo čini na njihovoj obnovi.
Tvrđava iz 13. stoljeća dominira gradom i nadgleda strateški važan put duž riječne doline. Povezana je s ostacima bizantskih zidina iz 5., 6. i 13. stoljeća, a premda je oronula, otvorena je za posjetitelje. U njoj se nalazilo 20 crkava i jedna džamija turkog garnizona. Crkve posjeduju vrijedne freske slikara Onufrija iz 16. stoljeća.
Tekija Helveti (Teqe e Helvetive) iz 15. stoljeća obnovio je vladar Ahmet Kurt Paša 1782. godine, i ima skladni portik ispred velike četvrtaste dvorane za molitvu.
Olovna džamija (Xhamia e Plumbit) iz 1555. godine svojom olovnom kupolom dominira središtem grada.
- Osum u Beratu
- Ulica ispod tvrđave
- Tvrđava u Beratu
- Kula tvrđave
- Bizanstka srednjovjekovna crkva Svetog Trojstva

## Slavni stanovnici
- Agathangjel Mbrica, umjetnik i zlatar
- Iliaz Vrioni, trostruki premijer Albanije
- Sami Bey Vrioni, otac moderne Albanije
- Taq Tutulani, otac moderne Albanije
- Babë Dud Karbunara, otac moderne Albanije
- Sveta Angelina Srpska, rođena Komneni, žena kralja Stefana Brankovića

## Vanjske poveznice
- Fotografije Berata

### Ostali projekti
|  | Zajednički poslužitelj ima još gradiva o temi Berat |